# Witków (powiat wałbrzyski)
Witków (niem. Wittgendorf) – wieś w Polsce położona w województwie dolnośląskim, w powiecie wałbrzyskim, w gminie Czarny Bór, u podnóża Trójgarbu, nad Leskiem.

## Podział administracyjny
W latach 1975–1998 miejscowość należała administracyjnie do województwa wałbrzyskiego.

## Nazwa
W księdze łacińskiej Liber fundationis episcopatus Vratislaviensis (pol. Księga uposażeń biskupstwa wrocławskiego) spisanej za czasów biskupa Henryka z Wierzbna w latach 1295–1305 miejscowość wymieniona jest w zlatynizowanej formie Witkonis villa.

## Zabytki
Do wojewódzkiego rejestru zabytków wpisany jest:
- kościół Zwiastowania Najświętszej Maryi Panny z 1710 r. – XVIII w.

inne zabytki:
- Kaplica św. Anny w Witkowie

## Komunikacja i turystyka
We wsi znajduje się stacja kolejowa Witków Śląski na linii Wrocław-Wałbrzych-Jelenia Góra. Stacja ta jest punktem początkowym niebieskiego pieszego szlaku turystycznego prowadzącego przez Trójgarb do Zamku Cisy.

## Osoby związane z Witkowem
- Z kościołem Zwiastowania Najświętszej Marii Panny związana jest postać długoletniego proboszcza parafii (od roku 1915) Alfonsa Kotzura (1882-1945), słynącego z aktywnej działalności duszpasterskiej i charytatywnej, inicjatora budowy kościoła w Czarnym Borze[7].